# Sköldinge
Sköldinge is een plaats in de gemeente Katrineholm in het landschap Södermanland en de provincie Södermanlands län in Zweden. De plaats heeft 630 inwoners (2005) en een oppervlakte van 102 hectare.

## Verkeer en vervoer
Bij de plaats loopt de Riksväg 55/Riksväg 57.
Door de plaats loopt de spoorlijn Stockholm - Göteborg.